# 荒井麻珠
荒井 麻珠（あらい まじゅ、1998年4月25日 - ）は、日本の女性歌手。Little Glee Monsterの元メンバー。東京都八王子市出身。

## 概要
2012年から、女性ボーカルグループ・Little Glee Monsterのメンバー「麻珠」として活動していた。当時はグループ結成を決めるオーディションでグランプリを飾ったりグループ内での最強歌少女決定戦で優勝するなど、実力者として知られていた。2017年4月16日に無期限活動休止を発表し、同年6月30日、契約期間満了に伴いグループを正式に脱退した。
2019年5月17日にリリースされたももいろクローバーZのアルバム『MOMOIRO CLOVER Z』の収録曲「華麗なる復讐」では、クリエイター「Maju Arai.」としてコーラスアレンジ、ディレクションを担当するなど、クリエイターとしても活動している。
脱退から約4年後の2021年10月1日、本名の「荒井麻珠」としてランティス/Purple One Starよりメジャーデビューを果たす。同日、SNSのトレンドや急上昇ワードにランクインした。

## 略歴

### 2019年
- 5月1日、公式Twitterアカウントと公式YouTubeチャンネルを開設し、活動開始。
- 5月2日、LINEアカウントとLINE LIVEアカウントを開設。
- 5月7日、Twitterで行ったファンからの投票により、公式ファンネームが「MaJoule」に決定。
- 5月15日、公式TikTokアカウントを開設。
- 6月1日、公式Instagramアカウントを開設。
- 7月1日、公式サイトを開設。オリコンミュージックストアで新曲「薄暗くなった空が僕を包んでどうしようもない」が独占先行配信され、総合ウィークリーランキングで1位を獲得。
- 8月21日、初LIVE「はじまりの場所」を開催。倍率12倍のプレミアムライブとなった。またこのライブにて、ファンクラブ「Majoule class」開設と初の東名阪ツアー「荒井麻珠 東名阪Tour 2020 〜Song! Alive〜」の開催、そして1stシングル「Find MySelf!」のリリースが決定した。
- 12月18日、テレビ東京系6局ネット『ゾイドワイルドZERO』のエンディングテーマに新曲「DOOR」が決定した。

### 2020年
- 1月8日、1stシングル「Find MySelf!」をリリース。1月7日付のオリコンデイリーランキングにて5位、週間ランキングで7位を記録した[2]。
- 2月15日、東名阪ツアーファイナルにて「荒井麻珠 5大都市 TOUR 2020 Song! 〜Beat〜」の開催と2ndシングル「DOOR」のリリースを発表した。
- 5月5日、2ndシングル「DOOR」をリリース。5月4日付オリコンデイリーランキングにて2位、週間ランキングで6位を記録した[3]。
- 5月15日、新型コロナウイルスによる緊急事態宣言拡大により、6月に予定していたツアーが全公演延期となった[4]。
- 6月5日、日本テレビ『バズリズム02』にて、ソロ活動開始後初のテレビ出演を果たした。
- 8月14日、テレビ東京『ゾイドワイルドZERO』にて、「アリア・ジュマ」役で声優に初挑戦した。

### 2021年
- 1月11日、Zepp Tokyoにてワンマンライブ。
- 4月26日、4月いっぱいで（株）MATSURIとのマネージメント契約満了を発表。
- 5月1日、YouTubeにて「荒井麻珠 2周年記念 無料オンライン生ライブ配信!!」。
- 8月21日、メジャーデビューすることを発表[5]。
- 10月1日、バンダイナムコミュージックライブ / Purple One Starよりメジャーデビュー

## ディスコグラフィ

### シングル
| 枚       | 発売日        | タイトル       | 規格品番  | 規格品番  | オリコン | 初収録アルバム |
| 枚       | 発売日        | タイトル       | Type A    | Type B    | オリコン | 初収録アルバム |
| -------- | ------------- | -------------- | --------- | --------- | -------- | -------------- |
| 会場限定 | 2019年8月21日 | はじまりの場所 | MMSG-0003 | MMSG-0004 |          | -              |
| 1st      | 2020年1月8日  | Find MySelf!   | MMSG-0005 | MMSG-0006 | 7位      | -              |
| 2nd      | 2020年5月5日  | DOOR           | OTSG-0001 | OTSG-0002 | 6位      | -              |

| 枚  | 発売日        | タイトル                    | 規格品番 | オリコン | 初収録アルバム |
| --- | ------------- | --------------------------- | -------- | -------- | -------------- |
| 1st | 2021年10月1日 | Always                      | LZC-1998 | 7位      | 声             |
| 2nd | 2021年12月1日 | Sing a long!                | LZC-2058 |          | 声             |
| 3rd | 2022年2月25日 | Ｉｎｆｉｎｉｔｙ            | LZC-2115 |          | 声             |
| 4th | 2022年12月2日 | Wishes Come True            |          |          |                |
| 5th | 2023年2月3日  | 計画的プラトニック / To You |          |          |                |
| 6th | 2023年6月2日  | Freesia / Cheese            |          |          |                |
| 7th | 2023年7月21日 | メモリィ。                  | LZC-2456 |          |                |

### 先行配信
| 発売日        | タイトル                                   | 備考 |
| ------------- | ------------------------------------------ | ---- |
| 2019年7月1日  | 薄暗くなった空が僕を包んでどうしようもない |      |
| 2020年1月10日 | DOOR -ゾイドワイルドZERO ver.-             |      |

### オリジナル・アルバム
| 枚  | 発売日       | タイトル | 規格品番                  | オリコン |
| --- | ------------ | -------- | ------------------------- | -------- |
| 1st | 2022年6月1日 | 声       | LAPS-35009/10（初回盤A）  | -        |
| 1st | 2022年6月1日 | 声       | LAPS-350011/12（初回盤B） | -        |
| 1st | 2022年6月1日 | 声       | LAPS-5009（通常盤）       | -        |

## タイアップ
| 曲名                 | タイアップ |
| -------------------- | --- |
| DOOR                 | テレビ東京『ゾイドワイルドZERO』エンディングテーマ（2020年1月10日 - ） |
| Find MySelf!         | リモート映画『薄明かりのパレード』（2020年初秋公開）挿入歌 |
| Always               | 短編映画『酒蔵のむすめ』主題歌 |
| 恋覿面TRICK          | 短編映画『酒蔵のむすめ』挿入歌 |
| Sing a long！        | 札幌テレビ『ハレバレティモンディ』2021年12月度エンドテーマ |
| Timing Clever part Ⅱ | 札幌テレビ『ハレバレティモンディ』2022年1月度エンドテーマ |
| I n f i n i t y      | TOKYO MX『おじさんが私の恋を応援しています（脳内）』エンディング主題歌 |
| KOE                  | 2022tvk高校野球神奈川大会中継 （第104回全国高等学校野球選手権神奈川大会）応援ソング テレ玉「高校野球ダイジェスト2022」 （第104回全国高等学校野球選手権埼玉大会）応援ソング |
| 計画的プラトニック   | BSテレ東ドラマ「親友は悪女」主題歌 |
| To You               | プリントデイズ by FUJICOLOR「To Youプロジェクト2023」テーマソング |
| Freesia              | よみうりランド HANA・BIYORI×竹あかり®『HANAあかり』イメージソング |
| メモリィ。           | ドラマ「ワカコ酒 Season7」エンディングテーマ |
| Listen               | テレビアニメ『外科医エリーゼ』エンディングテーマ |

## ライブ
※本人のワンマンライブのみ記載。

## 出演

### ラジオ
- TOKYO FM『DIG GIG TOKYO!』（2019年6月30日）
- JFN PARK → AuDee『mapiの犬猫ラジオ ♫nukumori』（2019年11月15日 - ） - djmapi、Junxix.と共にレギュラーDJとして出演。
- AIR-G'『荒井麻珠 トラベラーズミュージック』初の単独レギュラー番組（2022年1月4日 - 2023年6月27日）
- TOKYO FM『山崎怜奈の誰かに話したかったこと。』（2023年6月20日） - トークコーナー『誰かに聞きたかったこと。』ゲスト

### テレビ
- 日本テレビ『バズリズム02』（2020年6月5日）

### テレビアニメ
- テレビ東京系『ゾイドワイルドZERO』（2020年8月14日） - アリア・ジュマ 役

### イベント
- 長野朝日放送『abn SUPER LIVE 2019』（2019年11月30日）